# Bhongīr
Bhongīr är en ort i Indien.   Den ligger i distriktet Nalgonda och delstaten Telangana, i den centrala delen av landet, 1 200 km söder om huvudstaden New Delhi. Bhongīr ligger 442 meter över havet och antalet invånare är 50 094.
Terrängen runt Bhongīr är platt. Runt Bhongīr är det tätbefolkat, med 369 invånare per kvadratkilometer. Bhongīr är det största samhället i trakten. Trakten runt Bhongīr består till största delen av jordbruksmark.